# Розділові знаки
Розділо́ві зна́ки або пунктуаційні зна́ки, зна́ки пунктуа́ції — сукупність графічних знаків, що не належать до алфавіту даної мови, а служать засобом відображення тих ознак (сторін) писемної мови, які не можуть бути передані літерами та іншими писемними позначеннями — цифрами, знаками рівності, подібності тощо.

## Склад
До розділових знаків належать: крапка, кома, крапка з комою, двокрапка, тире, три крапки, знак оклику, знак питання, лапки, дужки, скісна риска, абзац, проміжок.

## Історія
Вперше прототипи розділових знаків з'явилися 2 столітті до н. е. Арістофан Візантійський, очільник Александрійської бібліотеки, створив систему нотацій для драматичних творів. Він позначав крапками місця, де акторові або оратору потрібно зробити паузу. В залежності від тривалості паузи крапки ставилися внизу, посередині або зверху рядка. Його система пунктуації використовувалася до IX століття. Також він розробив знаки наголосу.
У XV столітті засновник Венеційської друкарні Альдо Мануціо розробив систему розділових знаків, яку було б зручно використовувати у типографії. Зокрема в його системі з'явилася кома замість крапки посередині рядка або косої риски та крапка з комою замість крапки зверху рядка.
Двокрапка вперше згадується у книзі «Грамматіка словенска» Лаврентія Зизанія (1596) у значенні, близькому до сучасної крапки з комою, а Мелетій Смотрицький у своїй «Граматиці» (1619) називає його «двоєточієм».
Дужки трапляються у джерелах XVI століття. Раніше їх називали «містками». Тире почали використовувати у кінці XVII століття, а лапки увійшли в ужиток у XVIII столітті.
Знаки оклику та питання вперше з'явилися у німецькій граматиці у першій половині XIX століття. У кінці питального речення використовували літерацію Qo (від лат. Quaestio — «питання»), а в кінці вигуку ставили латинський вигук Io, що означав вигук захоплення, радості. Згодом Qo трансформувався в ?, а Io в !.